# Saison 2016 des Twins du Minnesota
La saison 2016 des Twins du Minnesota est la 116e saison en Ligue majeure de baseball pour cette franchise et la 56e depuis le transfert des Senators de Washington vers l'État du Minnesota.
Avec 59 victoires et 103 défaites, les Twins sont la pire équipe des majeures en 2016 et gagnent le premier choix du repêchage amateur de 2017. Ils perdent 24 matchs de plus qu'en 2016 et connaissent leur pire saison depuis leur arrivée au Minnesota, battant leur triste performance de 102 défaites en 1982.

## Contexte
Dirigée pour une première année par Paul Molitor, les Twins de 2015 gagnent 83 matchs contre 79 défaites et terminent au second rang de la division Centrale de la Ligue américaine. La jeune équipe n'est éliminée de la course aux séries éliminatoires qu'à l'avant-dernier match du calendrier régulier et réussit une première saison gagnante depuis 2010 en remportant 13 parties de plus que la saison précédente. L'année 2015 voit l'arrivée dans les majeures de Miguel Sanó, Byron Buxton et Eddie Rosario, considérés comme de futures vedettes prêtes à intégrer de nouveau l'effectif en 2016.

## Calendrier pré-saison
L'entraînement de printemps 2016 des Twins se déroule du 2 mars au 2 avril.

## Saison régulière
La saison régulière de 162 matchs des Twins débute le 4 avril par une visite aux Orioles de Baltimore et se termine le 2 octobre suivant. Le match d'ouverture local au Target Field de Minneapolis est disputé aux Royals de Kansas City le 8 avril.

### Classement
| Ligue américaine division Centrale | V  | D   | %    | Diff. | Diff. (séries) |
| ---------------------------------- | -- | --- | ---- | ----- | -------------- |
| Indians de Cleveland               | 94 | 67  | ,584 | -     | -              |
| Tigers de Détroit                  | 86 | 75  | ,534 | 8     | 2½             |
| Royals de Kansas City              | 81 | 81  | ,500 | 13½   | 8              |
| White Sox de Chicago               | 78 | 84  | ,481 | 16½   | 11             |
| Twins du Minnesota                 | 59 | 103 | ,364 | 35½   | 30             |

## Affiliations en ligues mineures
| Niveau            | Équipe                  | Ligue                   |
| ----------------- | ----------------------- | ----------------------- |
| AAA               | Red Wings de Rochester  | Ligue internationale    |
| AA                | Lookouts de Chattanooga | Southern League         |
| A-Advanced        | Miracle de Fort Myers   | Florida State League    |
| A                 | Kernels de Cedar Rapids | Midwest League          |
| Ligue des recrues | Twins d'Elizabethton    | Appalachian League      |
| Ligue des recrues | GCL Twins               | Gulf Coast League       |
| Ligue des recrues | DSL Twins               | Dominican Summer League |